# Xestia gansuensis
Xestia gansuensis är en fjärilsart som beskrevs av Wang och Chen 1995. Xestia gansuensis ingår i släktet Xestia och familjen nattflyn. Inga underarter finns listade i Catalogue of Life.